# 930

930(구백삼십)은 929보다 크고 931보다 작은 자연수다.

## 수학
- 합성수로, 그 약수는 총 16개다. (1, 2, 3, 5, 6, 10, 15, 30, 31, 62, 93, 155, 186, 310, 465, 930)
  - 930의 진약수의 합은 1374이므로, 930은 과잉수다.
  - 제곱 인수가 없는 50번째 과잉수다. 이 성질을 지닌 앞의 수는 910, 다음 수는 942이다. (OEIS의 수열 A087248)
- {\displaystyle 930=463+467}
  - 연속하는 두 소수(素數)의 합으로 나타낼 수 있으며, 이 성질을 지닌 앞의 수는 924, 다음 수는 946이다.
- {\displaystyle 930=30\times 31}
  - 연속하는 두 자연수의 곱으로 나타낼 수 있으며, 이 성질을 지닌 앞의 수는 870, 다음 수는 992이다.
- {\displaystyle 930=7^{2}+16^{2}+25^{2}}
  - 공차가 9인 세 자연수의 제곱합으로 나타낼 수 있는 가장 큰 세 자리 수다. 이 성질을 지닌 앞의 수는 837, 다음 수는 1029다.
- {\displaystyle 61^{2}-1}은 930으로 나누어떨어진다.

## 과학·기술
- NGC 930: 양자리 방향에 있는 미확인 천체.
- 930 웨스트팔리아(영어판): 소행성.
- SDS 930(영어판)
- 노키아 루미아 930: 노키아의 스마트폰.

## 교통

### 철도
- 서울 지하철 9호선 종합운동장역의 역번호.

### 도로
- 930번 지방도: 대구광역시 군위군 군위읍에서 경상북도 포항시 북구 청하면까지 이어지는 대한민국의 지방도.

## 군사
- U-930(영어판): 제2차 세계 대전에 사용된 나치 독일의 군용 잠수함.

## 문화유산
- 대한민국의 보물 제930호: 이경석 궤장 및 사궤장 연회도 화첩

## 기타
- 날짜: 9월 30일
- 연도: 930년, 기원전 930년
- 930년대
- 9시 30분을 가리키는 말로 쓰인다. 그래서 9시 30분에 방영되는 뉴스 프로그램의 제목에 쓰이기도 한다.
- 한국십진분류법에서 아프리카의 역사에 관한 책들이 분류되는 번호.
- 930 포이드라스(영어판): 미국 루이지애나주 뉴올리언스에 있는 주거용 건물.
- 930 핍스 애비뉴(영어판): 미국 뉴욕 맨해튼에 있는 주거용 건물.